# Sperberslohe (Schernfeld)
Sperberslohe ist ein Hofgut in der Gemeinde Schernfeld im oberbayerischen Landkreis Eichstätt.

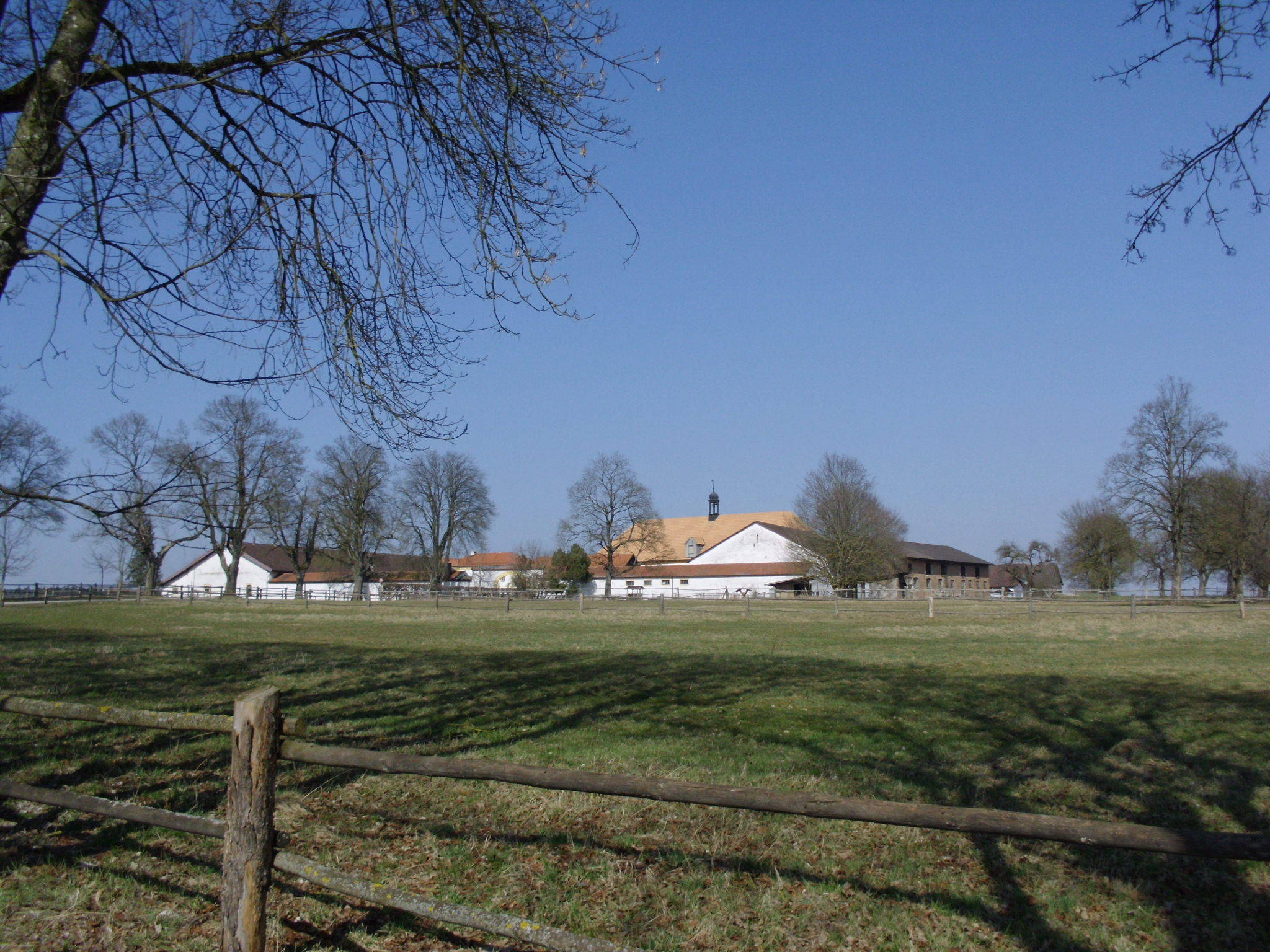
Sperberslohe

## Lage
Das aus einem Dutzend Gebäuden bestehende Hofgut liegt sieben (Straßen-)km nördlich von Eichstätt auf der Hochfläche der Frankenalb inmitten von Feldern und südlich eines ausgedehnten Forstes, etwas zurückgesetzt nördlich der Staatsstraße 2047 (Workerszell–Seuversholz), die zwischen Eichstätt und Rupertsbuch von der Bundesstraße 13 abzweigt.

## Beschreibung
Bei dem Gutshof handelt es sich um eine große Rechteckanlage, in der ein zweiflügeliges Herrenhaus von 1742, das ehemalige Brauhaus – ein Walmdachbau mit offenem Glockentürmchen-Dachreiter –, ein großes Stallgebäude und weitere kleinere landwirtschaftliche Nutzbauten stehen. Am beherrschenden Walmdachbau befindet sich das Wappen des Rebdorfer Prälaten Erhard Räm mit der Jahreszahl 1726. Im Erdgeschoss sieht man Säulen und Pfeiler mit Kreuzrippengewölbe. Im gesamten Gebäude haben sich barocke Türen, teilweise mit Jura-Kalksteingewänden, erhalten. Das Herrenhaus ist ein zweiflügeliger zweigeschossiger Bau mit flachen Satteldächern. Es bestand ursprünglich nur aus dem Nordflügel von 1715, an den der Eichstätter Hofbaudirektor Gabriel de Gabrieli, der auch im Kloster Rebdorf baute, 1740 einen weiteren Flügel ansetzte. Älter ist die „Weizhall“ des Anwesens aus der Zeit um 1609. Ergänzt wird der Hof von einer Auffahrtsallee mit vielen alten Bäumen, einer barocken Toreinfahrt und Einfriedungsmauern.

## Geschichte
Bei Sperberslohe zeugt ein Steindamm von 300 m Länge vom Limesverlauf.
Auf der Albhochfläche nördlich und südlich der Altmühl gibt es eine ganze Reihe von Gutshöfen, deren Ursprünge etwa 1000 Jahre zurückreichen. Die Einöde Sperberslohe, 1159 erstmals urkundlich als Besitz des Eichstätter Bischofs Konrad von Morsbach erwähnt, ist vermutlich ein älteres Rodungsgut aus dem „Sperberwald“. In der Urkunde vom 1. August 1159 schenkt Kaiser Friedrich Barbarossa den Ort „Rebedorf“ (= Rebdorf bei Eichstätt) mitsamt dem Gut Sperberslohe dem Bischof für dessen Treue und auf Fürsprache der Kaiserin Beatrice von Burgund, dessen Kaplan Konrad von Morsbach vor seiner Bischofswahl war. Die Geschicke von Sperberslohe blieben ab diesem Zeitpunkt bis zur Säkularisation 1802 eng mit dem Augustiner-Chorherrenstift Rebdorf verbunden, das den wirtschaftlichen Nutzen aus dem Gut zog. Auch kamen immer wieder Rebdorfer Äbte zum Sommeraufenthalt nach Sperberslohe. Nach der Säkularisation gelangte das Gut zunächst an das Großherzogtum Toskana, bis es 1806 königlich-bayerisch wurde und dem Landgericht/Rentamt Eichstätt angehörte. Bayern verkaufte das Gut 1806 an Privat. Die Gutsbesitzer wechselten häufig; erst ab 1867 ist der Hof im kontinuierlichen Besitz einer Familie.
1808 wurde Sperberslohe dem bayerischen Steuerdistrikt Workerszell einverleibt. Durch das zweite Gemeindeedikt 1818 kam die Einöde zur Gemeinde Rupertsbuch, die jedoch bereits im 19. Jahrhundert in die Gemeinde Workerszell eingegliedert wurde. 1823 bewirtschaftete das Gut Alexander Ritter von Schöberg. 1830 hatte der Hof zwei Bewohner. Mit der Gemeinde Workerszell wurde Sperberslohe bei der Gebietsreform in Bayern am 1. Mai 1978 nach Schernfeld eingemeindet. 1983 wohnten fünf Personen auf dem Gutshof.
1987 wurden Pläne der Bundesregierung bekannt, in Sperberslohe eine Friedenseinsatz-MIM-104 Patriot-Raketendoppelstellung mit mindestens 48 Lenkflugkörpern zu bauen. Dagegen regte sich in der Region heftiger Widerstand. Durch den Fall des „Eisernen Vorhangs“ erübrigte sich das Vorhaben.
Heute ist das Hofgut ein Reiterhof mit eigener Pferdezucht. Auch wird hier Rind- und Kalbfleisch direkt vermarktet.
2008 wurde eine neue Hofkapelle aus Jurasteinen errichtet. Kirchlich gehört Sperberslohe seit 1749 zu der damals errichteten katholischen Pfarrei Rupertsbuch im Bistum Eichstätt. Dorthin gingen auch die Kinder von Sperberslohe zur Schule.

## Persönlichkeiten
- Otto Betz (1882–1968), Gutsbesitzer von Sperberslohe, 1919–1934 Bürgermeister von Eichstätt, 1945–1948 Landrat des Landkreises Eichstätt[6]

## Sonstiges
In der Nähe von Sperberslohe wurde Eisenerz für das fürstbischöfliche Eisen- und Hüttenwerk in Obereichstätt in Gruben abgebaut.